# Комплексна проєктивна площина
Комплексна проєктивна площина — двовимірний комплексний проєктивний простір; є двовимірним комплексним многовидом, дійсна розмірність якого дорівнює 4.
Зазвичай позначається {\displaystyle \mathbb {C} \mathrm {P} ^{2}}.

## Побудова
Точки на комплексній проєктивній площині описуються однорідними комплексними координатами
{\displaystyle (z_{1},z_{2},z_{3})\in \mathbb {C} ^{3},\qquad (z_{1},z_{2},z_{3})\neq (0,0,0).}
При цьому трійки, що відрізняються на скаляр, вважаються ідентичними:
{\displaystyle (z_{1},z_{2},z_{3})\equiv (\lambda z_{1},\lambda z_{2},\lambda z_{3});\quad \lambda \in \mathbb {C} ,\qquad \lambda \neq 0.}

## Топологія
- {\displaystyle \mathbb {C} \mathrm {P} ^{2}} гомеоморфний фактору 5-вимірної сфери {\displaystyle \mathbb {S} ^{5}\subset \mathbb {C} ^{3}} за дією Гопфа {\displaystyle \mathbb {S} ^{1}}.

- Числа Бетті:
1, 0, 1, 0, 1, 0, 0, …..

- {\displaystyle \mathbb {C} \mathrm {P} ^{2}} однозв'язний, його фундаментальна група тривіальна.
- Нетривіальними гомотопічними групами комплексної проєктивної площини є
{\displaystyle \pi _{2}\mathbb {C} \mathrm {P} ^{2}=\pi _{5}\mathbb {C} \mathrm {P} ^{2}=\mathbb {Z} }.

У старших розмірностях, гомотопічні групи ті самі, що в 5-вимірної сфери.

## Алгебрична геометрія
У біраціональній геометрії комплексна раціональна поверхня — це будь-яка алгебрична поверхня, біраціонально еквівалентна комплексній проєктивній площині. Відомо, що будь-який несингулярний раціональний многовид виходить із площини внаслідок послідовності перетворень роздуття і зворотних до них («стягувань») кривих, які мають бути дуже специфічного виду. Як частковий випадок, несингулярні комплексні поверхні другого порядку в P3 виходять із площини після роздуття двох точок до кривих, а потім стягування прямої через ці дві точки. Зворотні до них перетворення можна бачити, якщо взяти точку {\displaystyle P} на поверхні {\displaystyle Q} другого порядку, роздути її, і спроєктувати на звичайну площину в P3, провівши прямі через {\displaystyle P}.
Групою біраціональних автоморфізмів комплексної проєктивної площини є група Кремони.

## Диференціальна геометрія
Комплексна проєктивна площина є 4-вимірним многовидом. Вона має природну метрику, звану метрикою Фубіні-Штуді з 1/4-защепленою секційною кривиною; тобто її найбільша секційна кривина дорівнює 4, а мінімальна дорівнює 1. Ця метрика ініціюється на факторі {\displaystyle \mathbb {C} \mathrm {P} ^{2}=\mathbb {S} ^{5}/\mathbb {S} ^{1}} за дією Гопфа {\displaystyle \mathbb {S} ^{1}} на {\displaystyle \mathbb {S} ^{5}}.